# Carrières du Gerdil
Pour les articles homonymes, voir Gerdil.

Les carrières du Gerdil sont un site d'extraction d'un calcaire d'ornementation dénommé Marbre de Vernaz et situé en Haute-Savoie, au lieu-dit du Gerdil sur la commune de La Vernaz.

## Géologie
Le calcaire exploité dans les carrières de Gerdil appartient à la nappe des Préalpes médianes plastiques. C'est un calcaire noduleux appartenant à la formation du torrent de Lessoc et d'âge Oxfordien (Jurassique supérieur). Il se distingue des autres affleurements de cette formation par sa teinte rouge voire blanchâtre. Son extension est néanmoins restreinte entre la Dranse d'Abondance et la Pointe du Rocher Blanc à l'ouest de la Grande pointe des Journées,. Il s'agit de dépôt de pente alimenté par une plateforme carbonaté

## Exploitation
Le site serait exploité depuis le XVIe siècle mais son exploitation est documenté uniquement à partir du XVIIe siècle. Le calcaire est décrit comme un marbre par les carriers car il est utilisé pour l'ornementation. Aujourd’hui, ce matériau est utilisé pour la réalisation de cheminées et de construction. 
Deux sites ont fait l'objet d'une exploitation. Le premier est aujourd'hui abandonné car composé de blocs instables. Le second fait l'objet d'une exploitation par l'entreprise SA Bochaton frères. Elle est cependant soumise à une autorisation préfectorale n°704-87 pour l'exploitation de seulement 200 m3/an en raison de la petitesse du site (1 ha). Le projet d'installer un tailleur de pierre fut un temps considéré. Aujourd'hui l'essentiel de la production est utilisé pour la restauration des monuments historiques du Chablais.

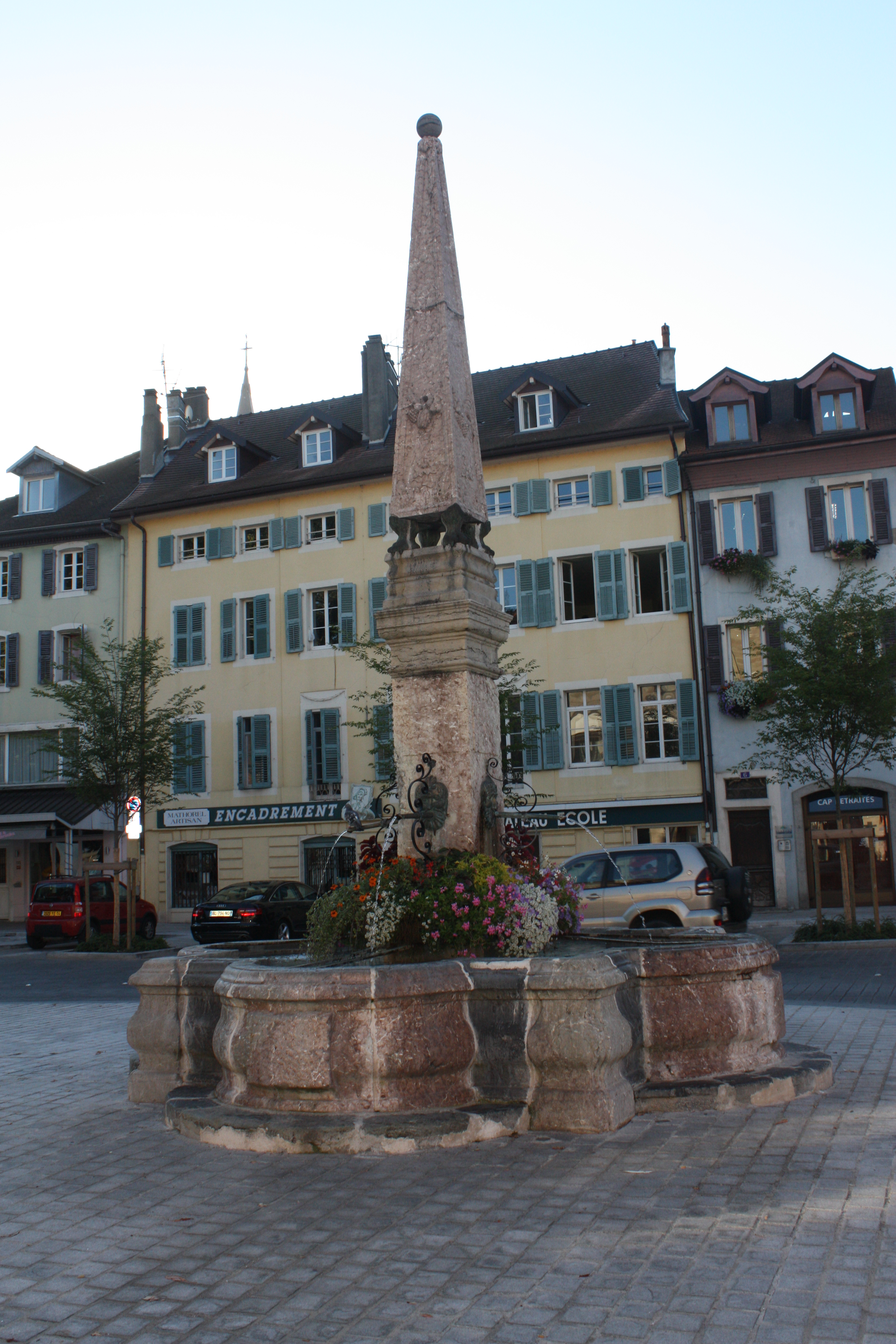
Fontaine de la place de l'hôtel de ville de Thonon-les-Bains réalisé à partir du marbre de la Vernaz.

On retrouve le marbre de la Vernaz dans de nombreuses réalisations :
- le buste de Marianne de la mairie de la Vernaz,
- l'oratoire de la Vernaz,
- la fontaine de la place de l'hôtel de ville de Thonon-les-Bains,
- le Palais Lumière d'Évian-les-Bains,
- le parterre et les escaliers du château de Ripaille à Thonon-les-Bains.
- l'église Saint-Jean-Baptiste de Saint-Jean-d'Aulps est en partie réalisée et décorée avec ce marbre,
- les bénitiers de plusieurs églises de la vallée d'Aulps.